# Armamentarium
Albums de Neaera
Let the Tempest Come
(2006) Omnicide – Creation Unleashed
(2009)
Armamentarium est le troisième album studio du groupe de Deathcore allemand Neaera. L'album est sorti le 24 août 2007 sous le label Metal Blade Records.
La première édition de l'album contient un DVD bonus sur lequel figure un concert du groupe enregistré à Münster, la ville natale des membres du groupe.
La version américaine de l'album contient en plus le titre The Cleansing Void. Il s'agit du douzième et dernier titre de la liste des titres. Ce titre était déjà présent sur la version japonaise de l'album précédent de Neaera, Let the Tempest Come.

## Compositions
- Benjamin Hilleke - Chant
- Stefan Keller - Guitare
- Tobias Buck - Guitare
- Benjamin Donath - Basse
- Sebastian Heldt - Batterie

## Liste des morceaux
1. Spearheading The Spawn - 5:45
2. Tools of Greed - 3:30
3. Armamentarium - 4:45
4. Synergy - 4:53
5. Harbinger - 4:56
6. In Loss - 3:32
7. The Orphaning - 3:51
8. The Escape from Escapism - 4:08
9. Mutiny of Untamed Minds - 4:07
10. The Need For Pain - 5:29
11. Liberation - 7:13
12. The Cleansing Void - 4:09 (version américaine)

### Liste des morceaux du DVD
1. Mechanisms Of Standstill
2. Paradigm Lost
3. The World Devourers
4. Let The Tempest Come
5. I Love The World
6. Armamentarium
7. Walls Instead Of Bridges
8. From Grief… To Oblivion
9. Broken Spine
10. Scars To Grey
11. Where Submission Reigns